# 幽玄の間
幽玄の間（ゆうげんのま）は、日本棋院が運営するインターネット囲碁の対局サービスである。サービス名は日本棋院東京本院内に実在する対局場「幽玄の間」に由来する（後述）。

## サービスの概要
2004年10月12日にオープン。主なサービスにアマチュア同士での対局、棋戦の中継、日本棋院に所属する棋士による指導碁や解説などがある。
登録には無料会員と有料会員があり、無料会員は各種サービスの利用に制限がある。

### 対局
他のプレイヤーと対局ができる。持ち時間の設定などは対局者との合意で決定する。対局の形式には、近い棋力の人と級・段位の向上を目指してポイント変動をかけ戦う「レーティング対局」と、レーティングの変動しない練習対局や、ペア碁、五目並べなどのお楽しみもできる「自由対局」がある。
段級位には25級から8段までがあり、レーティングに基づいて変動する。2012年より、所定の条件を満たせばこの段級位に基づき日本棋院認定の免状の申請（すなわち段級位の認定の申請）ができるようになった。
2017年からは王銘琬が開発に携わった囲碁AI「GoTrend」が導入され、囲碁AIとの対局が可能になった。
また、2017年から2018年にかけてはDeepZenGoプロジェクトの一環として、DeepZenGoとプロ棋士の対局も幽玄の間で行われた。DeepZenGoはその間プロ棋士相手に9割以上の勝率を記録し、囲碁電王戦FINALをもって引退した。

### 対局中継
国内棋戦や国際棋戦の棋譜が中継される。一部の対局にはプロ棋士の解説がつく。

### 指導碁
有料で、プロ棋士による指導碁が受けられる。有料会員限定のサービス。

### 観戦
無料会員はプロの公式戦の観戦と棋譜の保存はできない。

### 棋譜
幽玄の間で保存した棋譜はSmart Game Formatではなくngf形式である。

## 対局場の幽玄の間
日本棋院東京本院5Fにある特別対局場。タイトル戦や記念対局のみに使われ、日本棋院の中で最も格式が高い対局場である。一般には貸し出していない
川端康成が日本棋院の落成を記念して揮毫した「深奥幽玄」の掛け軸が掛けられている。現在では幽玄の間にはレプリカが飾られており、本物は地下1Fの囲碁殿堂資料館に展示され、外部の美術館などに貸し出されることもある。